# Mariborsko Pohorje
Mariborsko Pohorje est une station de ski de taille moyenne, située près de Maribor dans la région de Basse-Styrie, dans le nord-est de la Slovénie.
Le domaine skiable est situé sur le territoire de la commune de Maribor, et par conséquent accessible en bus urbain depuis le centre-ville. Avec près de 250 ha de pistes, il est certes le plus vaste et l'un des plus connus de Slovénie, mais également le domaine à l'altitude la plus basse du pays. Les pistes - majoritairement courtes et faciles d'accès - ont été découpées artificiellement dans la forêt. En dehors de la longue descente (714 mètres de dénivelé) située en dessous de la télécabine principale et utilisée lors des épreuves de compétition, les pistes offrent une dénivelé rarement supérieure à 200-250 mètres.
Le domaine est divisé en trois sous-domaines, Snežni stadion, Bolfenk et Areh. Ils sont relativement mal reliés entre eux par quelques longs chemins de liaison très faiblement pentus, mais également par la route : toutes les heures, un skibus gratuit est organisé entre ces sous-domaines. 10 km de pistes sont aménagées pour la pratique du ski nocturne, ce qui en fait l'un des plus grands domaines éclairés de nuit d'Europe. Du fait de la faible altitude générale du domaine et par conséquent du manque de neige naturelle, mais également de la fermeture préventive de certaines pistes réservées aux compétitions internationales, il arrive régulièrement que seules les parties supérieures et excentrées du domaine soient réellement ouvertes et praticables. Il est possible de pratiquer la luge de nuit sur la piste éclairée de Stolp.
Les remontées mécaniques restent en 2010 dans l'ensemble de conception particulièrement archaïques. En dehors du télésiège 6 places débrayable Pisker II inauguré pour la saison 2008/2009 et du télésiège 4 places Poštela, l'énorme majorité des remontées est constituée de téléskis et de vieux télésièges offrant un faible débit horaire. La vieille télécabine Pohorska Vzpenjaca, qui relie le sommet depuis les abords de Maribor dans la vallée, a été remplacée par une télécabine plus moderne - mais d'un débit de seulement 970 p/h - pour le début de la saison 2009/2010. Elle est la seule remontée également en activité en dehors de la saison hivernale. La construction de deux nouvelles remontées modernes est prévue, avec en 2011 la télécabine Pisker I permettant l'accès au domaine depuis le village de Ruše en fond de vallée, puis le télésiège Faleževo d'ici 2013 pour agrandir le sous-domaine de Areh.
La station coopère avec les stations de Ribniško Pohorje, Kope et Kranjska Gora pour proposer une offre forfaitaire commune.
La station offre, avec près de 200 moniteurs, la plus importante école de ski de Slovénie.
L'infrastructure hôtelière est également développée, avec près de 1 000 lits.
La compétition internationale de ski alpin Zlata lisica (en slovène: renard doré) a lieu chaque année en janvier.